# Annabel Luxford
Annabel Luxford (Sydney, 2 marzo 1982) è una triatleta australiana.

## Carriera
È stata campionessa del mondo di triathlon - categoria under 23 - nel 2004 a Funchal. Ha vinto nel 2005 la medaglia d'argento ai mondiali di Gamagōri alle spalle della connazionale Emma Snowsill e davanti alla statunitense Laura Bennett.
Inizia la carriera internazionale nel 2001 ai mondiali di Edmonton, dove si classifica al 7º posto nella categoria junior.
Arriva 5° assoluta ai mondiali under 23 di Cancun nel 2002 e 6° in quelli di Queenstown, stessa categoria, nel 2003.
Nel 2004 oltre a vincere i mondiali under 23, si aggiudica la gara di coppa del mondo di Gamagori e si piazza nel gradino più basso del podio nelle gare di Madrid, Amburgo e Corner Brook.
Nel 2005 oltre alla medaglia d'argento ai mondiali di Gamagori, vince la gara di coppa del mondo di Tiszaujvaros, arriva 2º assoluta nelle gare di New Plymouth, Edmonton e Madrid, mentre si classifica al 3º posto ad Amburgo, a Mooloolaba e a Honolulu.
Nel 2006 vince le gare di coppa di Mooloolaba e di Doha. Ai Giochi del Commonwealth di Melbourne non va oltre un 5º posto assoluto. Finisce l'anno con un 3º posto nella gara di Hobart.
L'anno successivo va 3 volte a medaglia nelle gare di coppa del mondo, con un 2º posto a Des Moines ed il 3º posto assoluto a Eilat e ad Edmonton. Nello stesso periodo vince la medaglia d'argento ai Campionati d'Oceania a Geelong. Ai mondiali di Amburgo arriva al 30º posto assoluto. Ai Campionati d'Oceania di Wellington del 2008 vince nuovamente la medaglia d'argento.
Nel 2009 vince la gara di Perth, valevole per la Coppa d'Oceania. Nelle gare della serie dei mondiali si classifica al 14º posto a Londra, al 16º posto ad Amburgo, mentre ottiene un ottimo 5º posto assoluto a Yokohama ed un altro 5º posto nella Gran Finale di Gold Coast.

## Titoli
- Coppa del mondo di triathlon - 2005
- Campionessa del mondo di triathlon (Under 23) - 2004
- Campionessa australiana di triathlon
  - Distanza olimpica - 2009

## Curiosità
- È laureata in Comunicazione all'Università di Bond nel Queensland.
- È soprannominata "Bella".